# Cecília March i Blanch
Cecília March i Blanch (Badalona, 1921-21 de setembre de 2005) va ser una política catalana. Va ser la primera dona regidora de la història de l'Ajuntament de Badalona.

## Biografia
Va néixer a Badalona el 1921, filla de Joan March, industrial corder, i de Maria Blanch, mestressa de casa. Germana de l'alcalde de Badalona Santiago March. La seva família era propietària d'una petita indústria de corderia situada al carrer de Sant Bru, davant del Parc de Ca l'Arnús.
El 1970 es va presentar a les eleccions municipals pel terç familiar i va resultar victoriosa. Com a nova regidora del consistori des del 7 de gener de 1971, va recaure sobre ella la delegació de mercats, la d'escoles i lluita contra l'analfabetisme. A principis d'any un escrit signat per seixanta dones badalonines electores pel terç familiar van remetre un escrit de queixa al Ministeri de Governació amb relació a aquests càrrecs, demanaven que March ostentés un càrrec d'acord amb la seva representació, perquè aquestes delegacions no formaven part de la Comissió Permanent de Govern i estaven supeditades a diverses tinences d'alcaldia. El 1973 va ser suspesa temporalment de les seves funcions com a regidora, per una resolució del Govern Civil de Barcelona per haver incorregut en una causa d'incompatibilitat en presentar un recurs contenciós-administratiu en contra d'un acord municipal que tenia relació amb una sol·licitud de ruïna d'un immoble de la seva propietat; el recurs va ser rebutjat i March va interposar un recurs d'apel·lació al Tribunal Suprem.
March va ser una de les regidores que, es podria dir, va fer d'oposició al govern, amb uns tints clarament democràtics i catalanistes. El 1976 va ser protagonista de diverses mocions i polèmiques: amb relació a les reivindicacions catalanistes i de la llengua catalana, va proposar l'adhesió de Badalona a la Diada de l'11 de setembre, i va presentar una moció per l'oficialitat del català al consistori, a la qual considerava «com un idioma perfectament apte per ser utilitzat a qualsevol camp literari», si bé el ple va preferir mantenir la cooficialitat amb el castellà. Va ser molt sonada també la seva dimissió del càrrec com a delegada d'escoles el setembre, a conseqüència de la dissolució d'una concentració de protesta de 3.000 persones davant de la casa consistorial per part de la Guàrdia Civil; la manifestació exigia al govern el compliment de les promeses d'obertura de nous centres escolars per mitigar el dèficit de places escolars. March va reclamar l'obertura d'un expedient per esbrinar qui havia donat l'ordre, i afirmava que des del seu càrrec no podia fer res, doncs estava supeditada a la Ponència de Cultura, que la mantenia al marge de les problemàtiques escolars dels barris de la ciutat i ni tan sols la mantenia informada. Amb relació a aquest darrer assumpte, va tenir diversos enfrontaments amb el regidor de cultura, José Parra, el va acusar de no deixar-la fer res i que ella no era la seva criada. El setembre de 1977, durant el ple, ambdós van protagonitzar un nou encontre que va arribar a l'intent d'agressió de Parra a March, la qual l'havia acusat d'inoperància davant la manca de centres escolars a la ciutat. Aquell any també s'integra a la candidatura del Pacte Democràtic per Catalunya al Congrés dels Diputats per Barcelona en la posició 23. El 1978 es va reformar el cartipàs municipal i va passar a ser tercera tinent d'alcalde i ponent de serveis municipals.
Va casar-se amb Josep Serra i Aloy, amb qui va tenir quatre fills. Va morir a Badalona el 21 de setembre de 2005 als 85 anys.